# Дамьянов, Андрей
Андрей Дамьянов (болг. Андрей Дамянов; макед. Андреја Дамјанов; серб. Андреја Дамјанов; Папрадиште, 1813 — Велес, 1878), или Андрея Дамьянович — балканский архитектор, автор проектов более 40 зданий, большинство из которых являются церквями, построенными между 1835 и 1878 годами на территории современных Северной Македонии, Сербии и Боснии и Герцоговины.

## Происхождение
Андрей Дамьянов происходил из семьи архитекторов, иконописцев и скульпторов, происходящей из Дебара, на западе современной Северной Македонии. Его дед Силуан Рензовски был архитектором, участвовавшим в застройке Велеса. Также известно, что он работал над проектами во Фракии, Эдирне и Стамбуле. Сыновья Силуана, Джанкула и Стефан, также были архитекторами и работали в Салониках, Драме, Кавале, Серре и Измире. Известно, что отец Андрея Дамжан был церковным архитектором в Греции. У Андрея было три брата: художник Джорджи, резчик по дереву Никола и Коста, которые в будущем помогали Андрею в его проектах..
У Андрея был сын Дама, который стал священнослужителем в церкви в Призрене и затем в Косовской Митровице. Внук Андрея Симеон стал военным инженером и архитектором.
Будучи архитектором, Дамьянов путешествовал и работал по всем Османским Балканам, благодаря чему его работы можно найти не только в современной Северной Македонии, но и в Сербии, а также в Боснии и Герцеговине. Среди его работ более 40 зданий, большинство из которых — церкви, в частности: церковь Святого Пантелеймона в Велесе (1840), монастырская церковь Святого Иоахима Осоговского, близ Кривы Паланки (1845); церковь Пресвятой Богородицы в деревня Ново Село близ Штипа (1850); церковь Николая Чудотворца в Куманово (1851), а также его церкви в Нише, Новой Цркве, Мостаре и Сараево (Собор Рождества Богородицы).
Дамьянов сочетал одновременно традиционные элементы Моравской школы XV века с западными элементами барокко.

## Премия имени Андрея Дамьянова
В честь Андрея Дамьянова в Социалистической Республике Македонии 28 декабря 1989 года была учреждена премия его имени, которая вручается архитектору, внесшему существенный вклад в развитие македонской архитектуры.